# حمحم منتن
حمحم منتن (الاسم العلمي:Borago tristis) هو نوع غير مؤكد من النباتات يتبع جنس الحمحم من الفصيلة الحمحمية.